# Metro Center (métro de Washington)
Metro Center  est une station de correspondance entre la ligne rouge et la section commune à la ligne bleue, la ligne orange et la ligne argent du métro de Washington. Elle est située sous le croisement entre la 12th Street NW et la G Street NW, dans le centre-ville (en) de Washington DC, capitale des États-Unis.

## Situation sur le réseau

Plan du métro.

Établie en souterrain, Metro Center est une station de correspondance, entre la ligne rouge qui croise à angle droit la section commune de la ligne bleue, la ligne orange et la ligne argent du métro de Washington. Elle dispose de deux sous-stations de passage :
Au niveau -2, la station Metro Center de la ligne rouge, est située entre la station Farragut North, en direction du terminus nord-ouest Shady Grove, et la station Gallery Place-Chinatown, en direction du terminus nord-est Glenmont. Elle dispose des deux voies de la ligne encadrées par deux quais latéraux ;
Au niveau -3, la station Metro Center de la section commune à la ligne bleue, la ligne orange et la ligne argent, est située entre la station McPherson Square, en direction des terminus :  Vienna (ligne orange), Franconia–Springfield (ligne bleue) ou Wiehle–Reston East (ligne argent), et la station Federal Triangle, en direction des terminus :  New Carrollton (ligne orange) et Downtown Largo (ligne bleue et ligne argent). Elle dispose des deux voies de la ligne encadrant un quai central.

## Histoire
La station Metro Center est mise en service le 27 mars 1976, lors de l'ouverture à l'exploitation des 6,8 km de la première section de la ligne rouge et du réseau, entre Farragut North et Rhode Island Avenue.
La deuxième station Metro Center, située à angle droit sous la première est mise en service le 1er juillet 1977, lors de l'ouverture à l'exploitation des 19,4 km de la première section de la ligne bleue, entre  Stadium-Armory et National Airport. Elle est également desservie par la ligne orange à partir du 20 novembre 1979, puis quelques années plus tard, le 26 juillet 2014, elle est aussi desservie par la ligne argent.

## Services aux voyageurs

### Accès et accueil
La station est située au croisement de la 12th Street NW et la G Street NW. En surface elle dispose de quatre accès équipés d'escaliers et d'escaliers mécaniques situés autour du carrefour. En surface, un ascenseur permet l'accessibilité des personnes à la mobilité réduite, il rejoint la mezzanine du niveau -1, puis d'autres ascenseurs permettent les relations avec la station du niveau -2 et la station du niveau -3. Les importants échanges de correspondance entre la ligne de la station du niveau -2 et les lignes de la station du niveau -3 sont réalisées par des escaliers fixes et des escaliers mécaniques.
la station est ouverte dix minutes avant le passage de la première rame : en semaine à 5 h 24, les samedis et dimanches à 7 h 24. La fermeture quotidienne a lieu après le passage de la dernière rame : du dimanche au jeudi à 23 h 58, les vendredis et samedis à 1 h 6.

installations
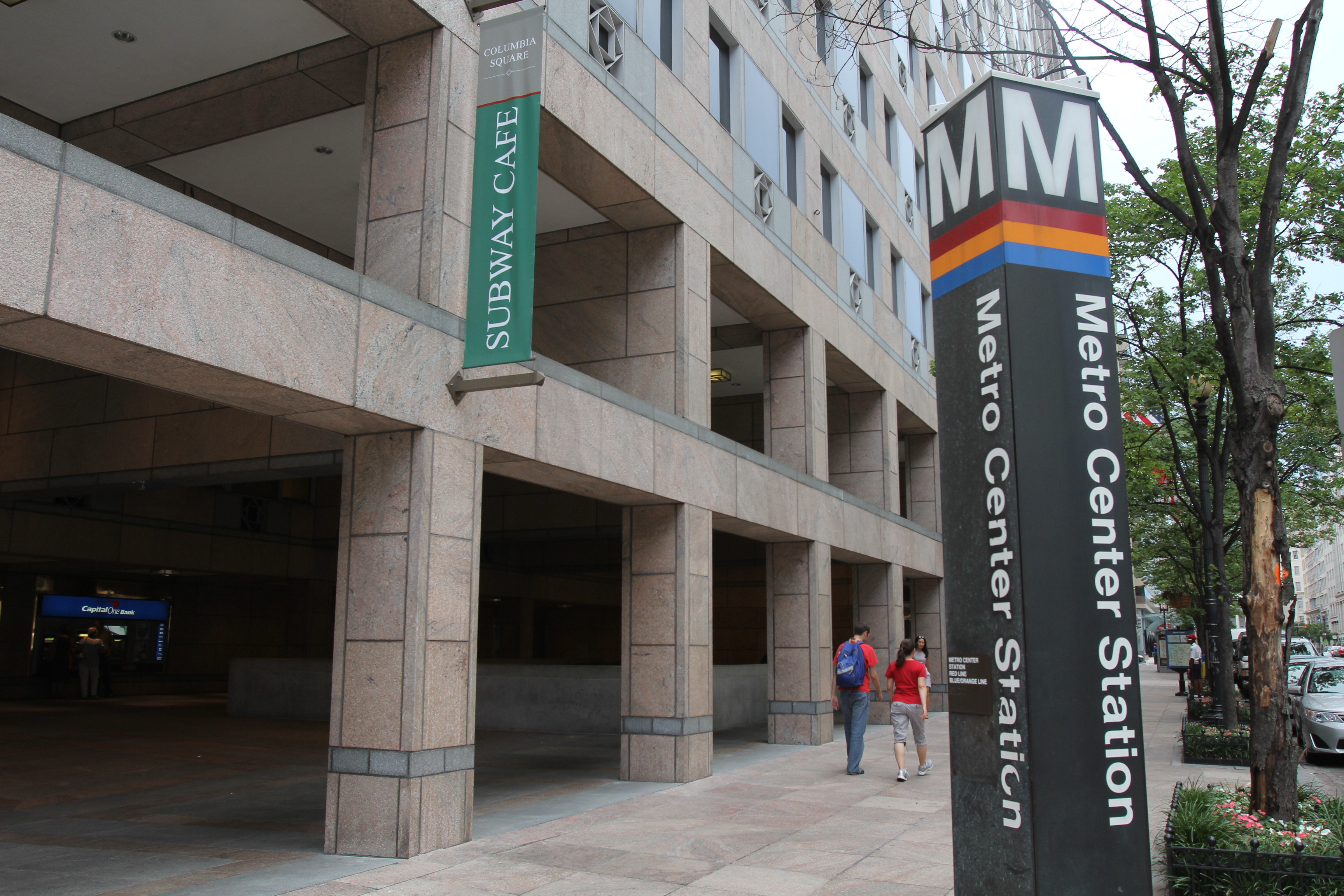
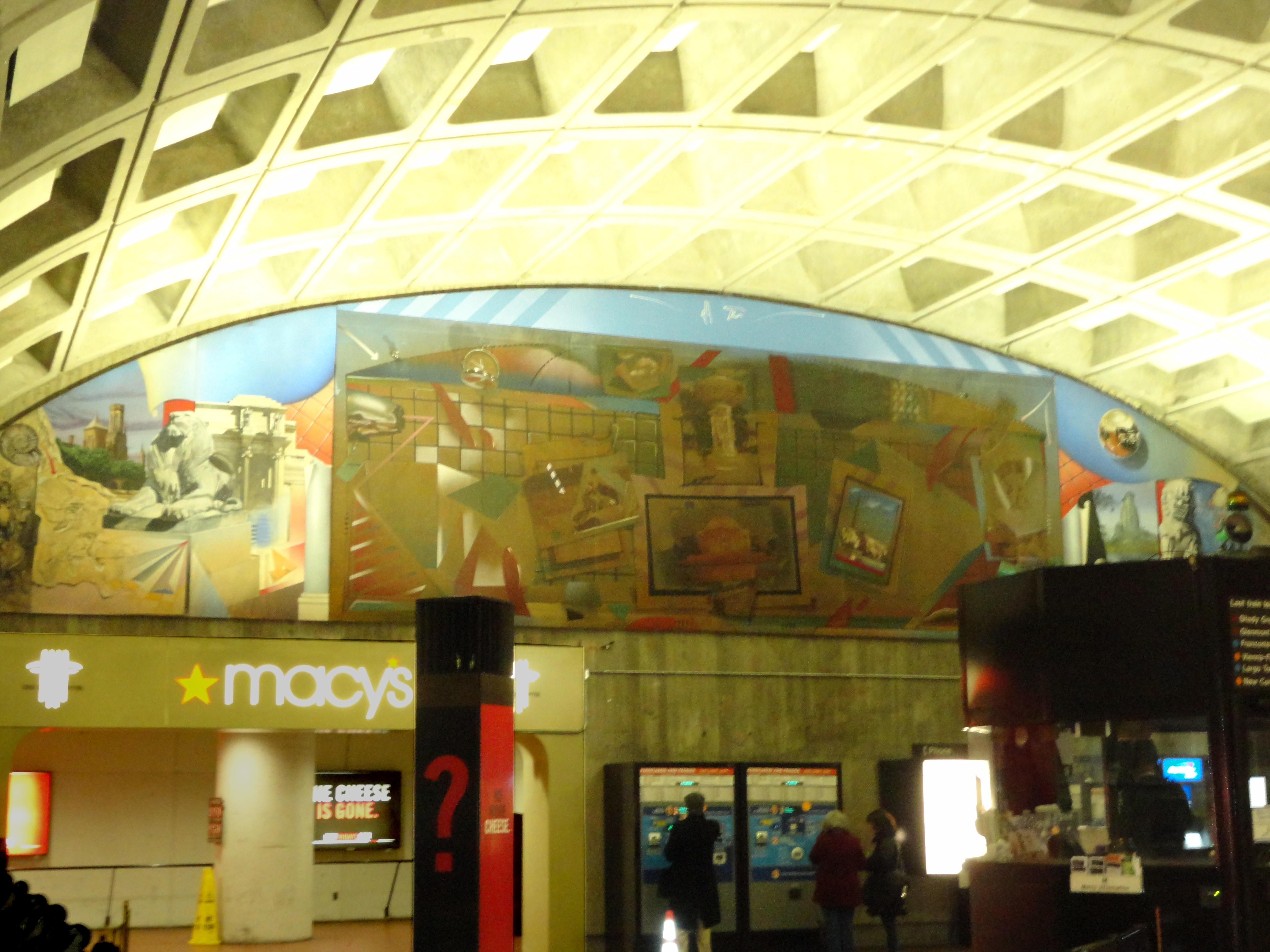
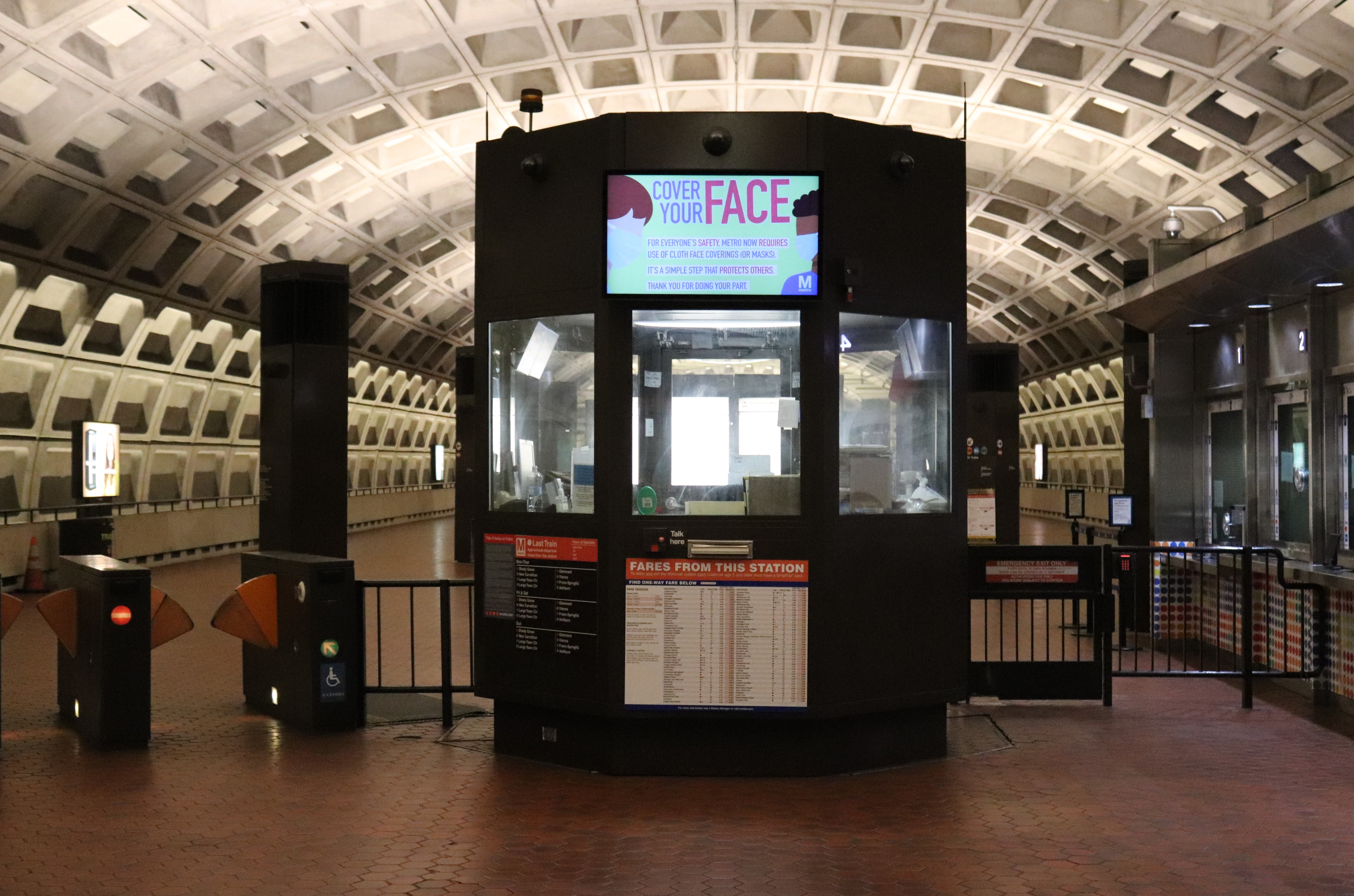

### Desserte

#### Metro Center niveau-2
Metro Center niveau-2, qui dispose de deux quais latéraux, est desservie par les rames qui circulent sur la ligne rouge.

installations et desserte
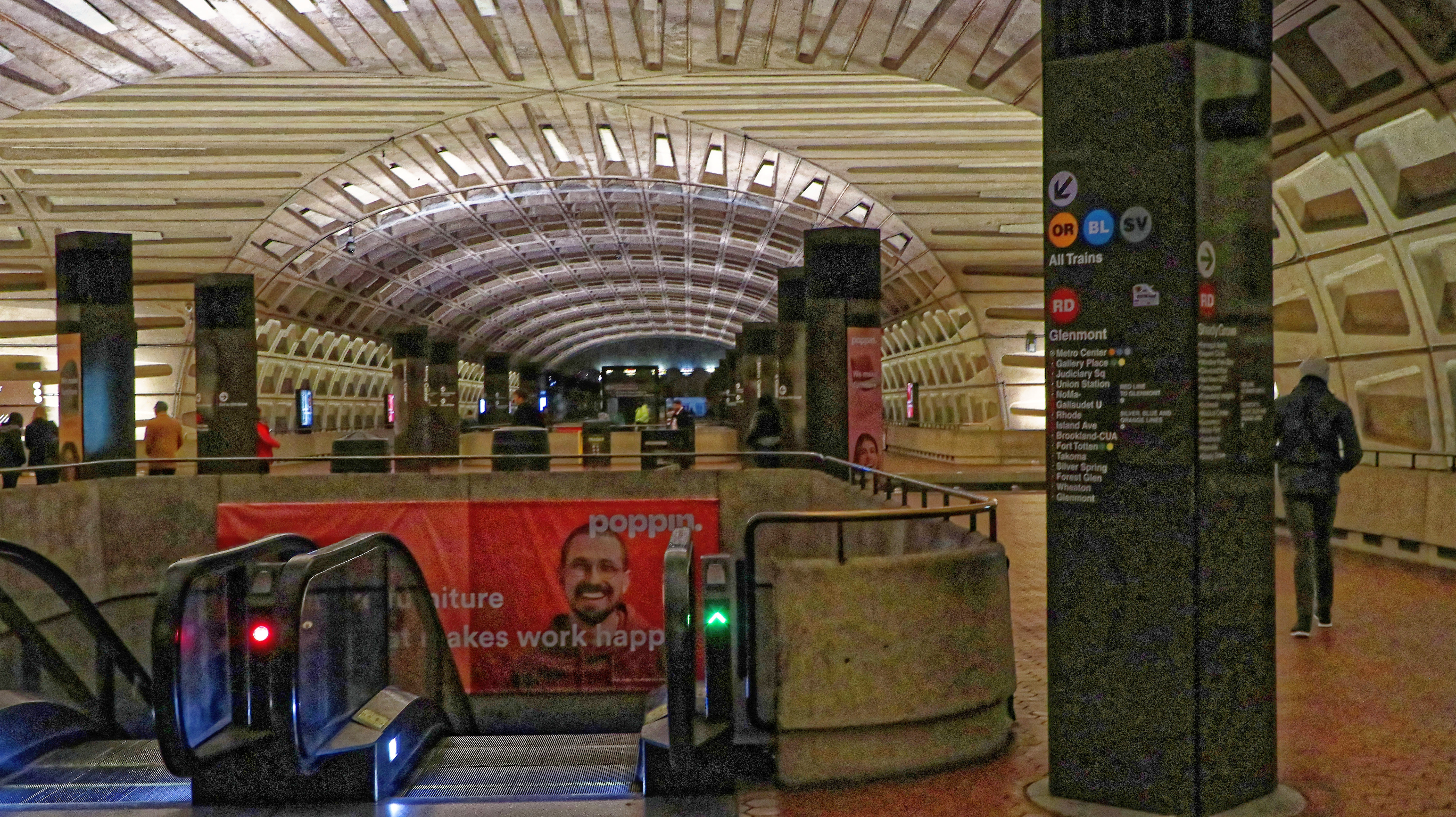
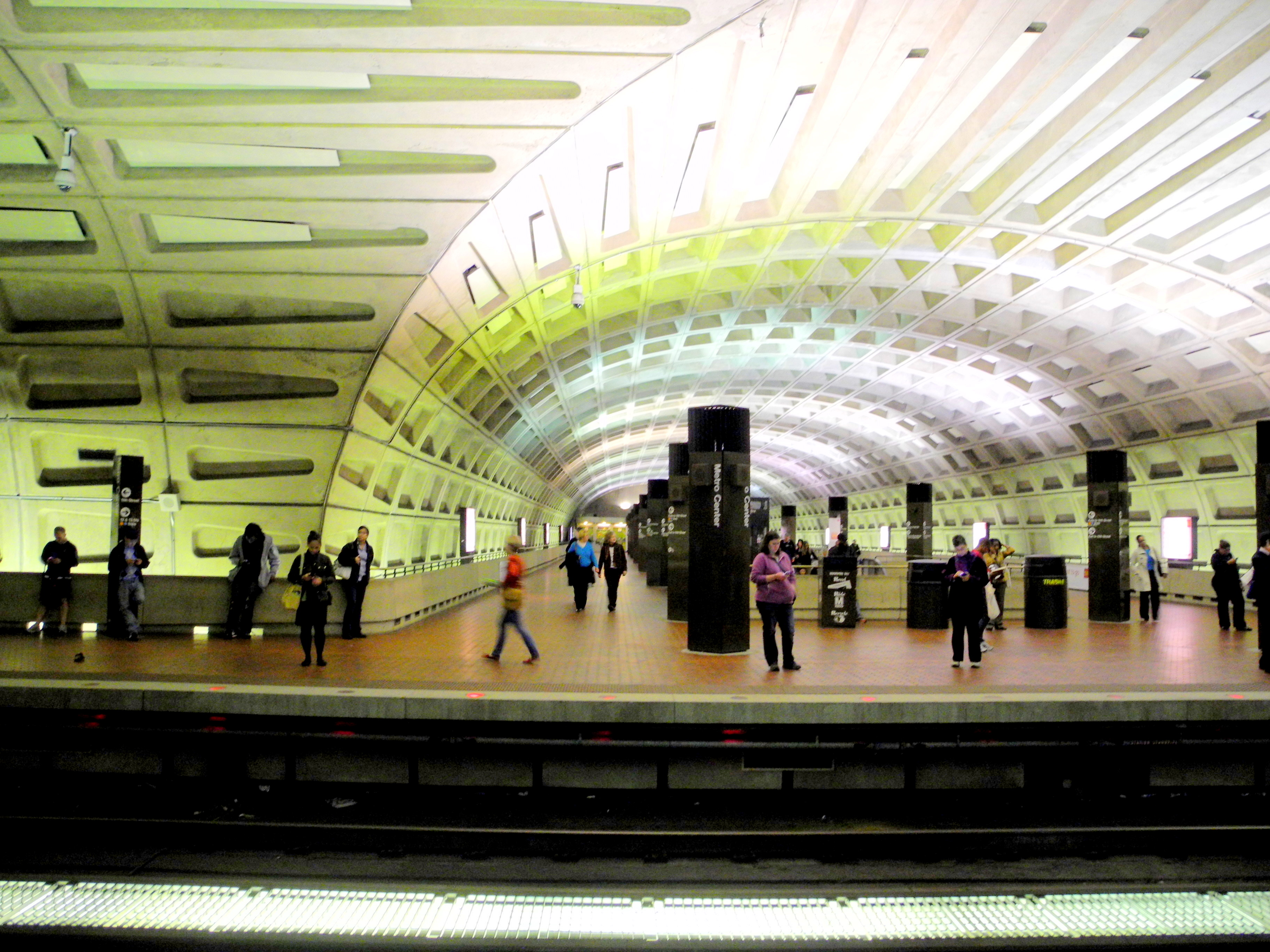
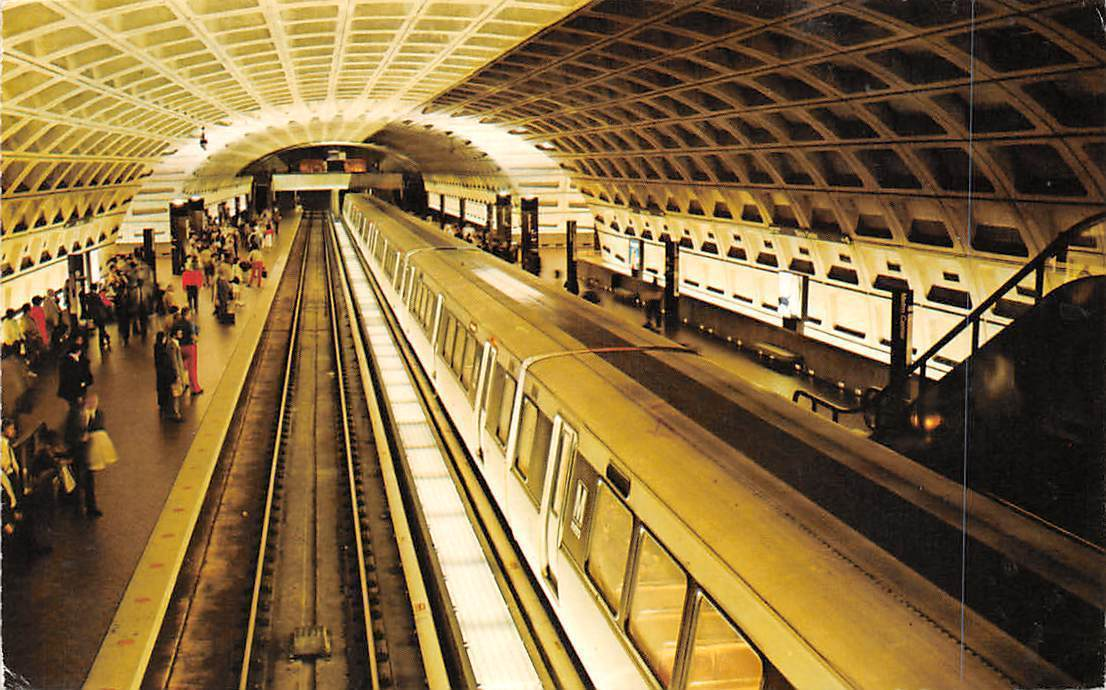

#### Metro Center niveau-3
Metro Center niveau-2, qui dispose d'un quai central, est desservie alternativement par les rames qui circulent sur la ligne bleue, la ligne orange et la ligne argent. Les terminus sont spécifiques à chaque lignes.

installations
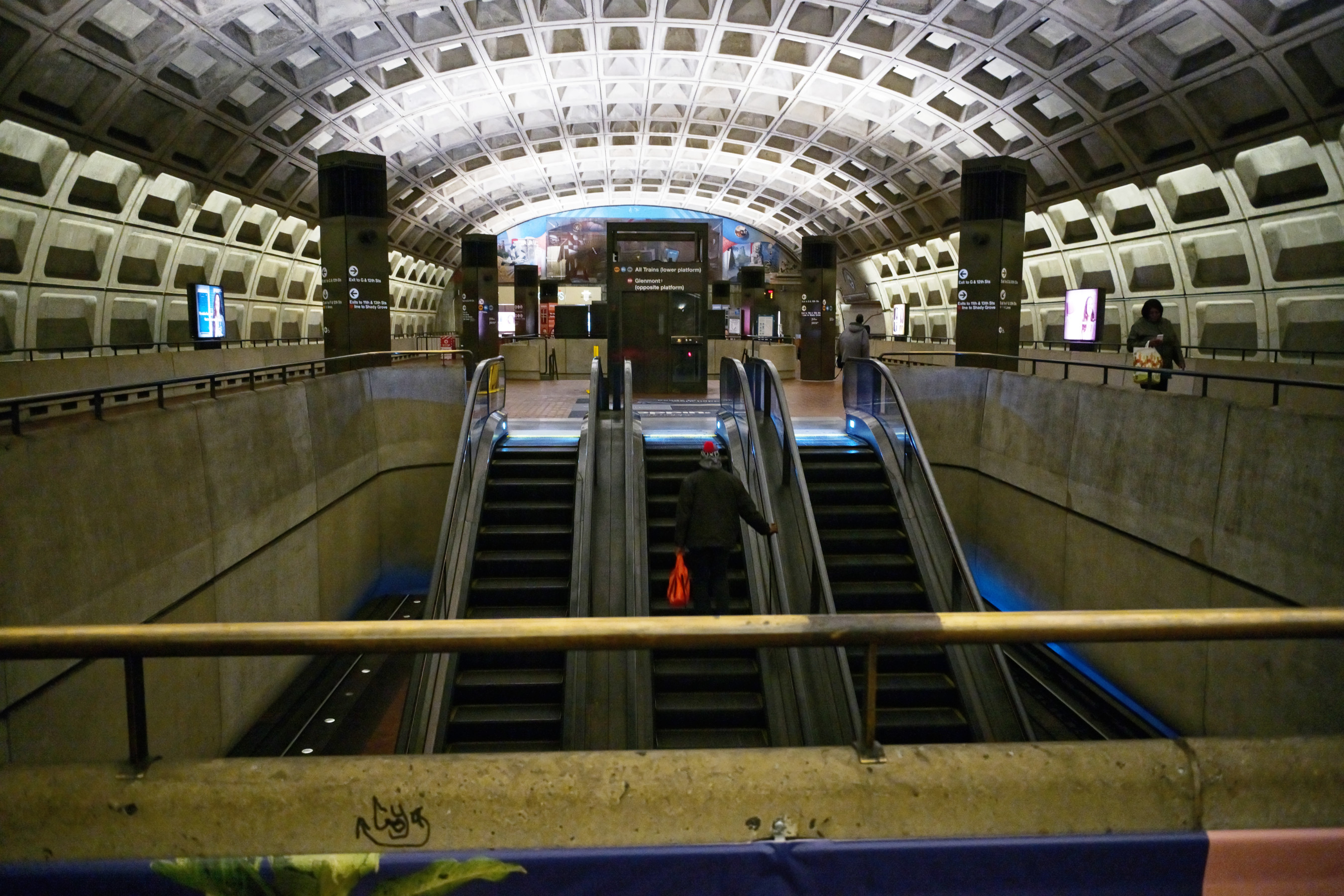
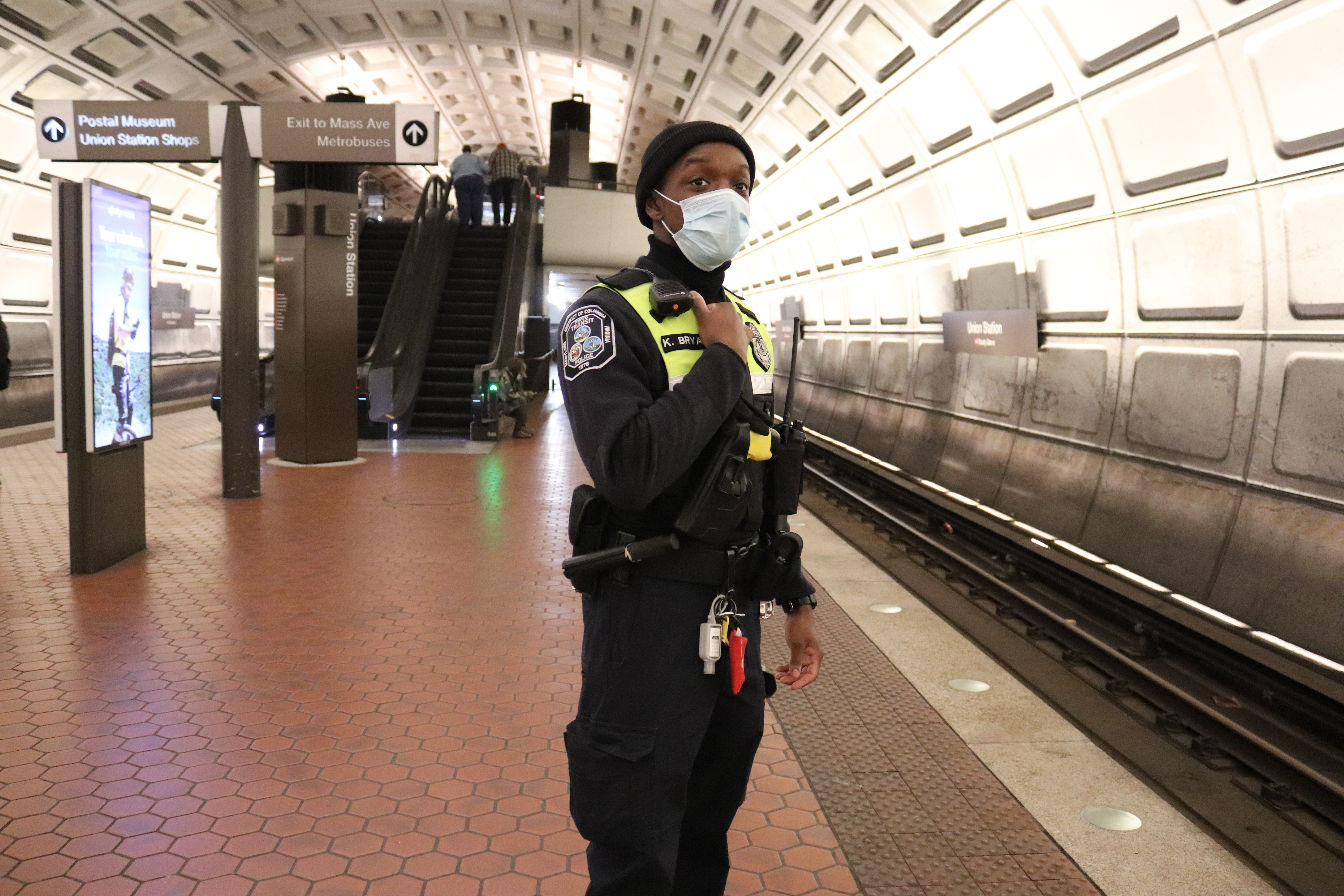

### Intermodalité
Dans les rues à proximité des arrêts de bus sont desservis par : Metrobus (en), lignes 16C, 54, 59, 63, 64, 80, A9, D6, G8, P6, S2, X2 et X9 ; MTA Maryland Bus (en), lignes 901, 902, 904 et 905.

## À proximité
- Warner Theatre (Washington, D.C.) (en)
- Théâtre Ford
- Ford's Theatre National Historic Site
- St. Patrick's Catholic Church (Washington, D.C.) (en)
- Freedom Plaza